# William Brodrick (8e vicomte Midleton)
Pour les articles homonymes, voir William Brodrick (homonymie) et Brodrick.
William Brodrick, 8e vicomte Midleton (6 janvier 1830 - 18 avril 1907), est un pair irlandais, propriétaire terrien et homme politique conservateur dans les deux chambres du Parlement, entrant d'abord aux Communes pendant deux ans.

## Jeunesse
Midleton est né le 6 janvier 1830. Il est le fils aîné de cousins germains, Harriett Brodrick et le révérend William Brodrick (7e vicomte Midleton), doyen d'Exeter et aumônier de la reine Victoria. Son frère cadet, George Charles Brodrick, est pendant de nombreuses années directeur du Merton College d'Oxford.
Ses grands-parents paternels sont Mary Woodward (une fille de l'évêque Richard Woodward) et Charles Brodrick, archevêque de Cashel (qui est le troisième fils du 3e vicomte Midleton). Son oncle paternel, Charles, est le 6e vicomte Midleton et sa tante, Mary, est l'épouse du 2e comte de Bandon. Ses grands-parents maternels sont George Brodrick (4e vicomte Midleton) et Frances Pelham (une fille du 1er comte de Chichester) et son oncle maternel, George, est le 5e vicomte Midleton.
Il fait ses études au Collège d'Eton et au Balliol College d'Oxford.

## Carrière
Midleton se présente pour le siège parlementaire d'East Surrey en 1865, mais sans succès. Midleton est élu au Parlement en tant que l'un des deux représentants de Surrey Mid en 1868. Il siège à deux commissions, la Noxious Vapors Commission (1875) et la Sale of Exchange of Livings (1877) bien que sa cécité ait limité sa capacité à faire plus dans la vie publique.
Le hansard enregistre 161 contributions, avec une interruption notable pour les années 1898 à 1901.
Il quitte son siège aux communes en 1905 lorsqu'il succède à son père dans la vicomté. Pendant un certain temps, il est président de l'Union nationale de l'Église protestante et Midleton est haut steward de Kingston-upon-Thames de 1875 à 1893 et Lord-lieutenant du Surrey entre 1896 et 1905.
Il apporte des améliorations considérables à Peper Harow House.

## Vie privée

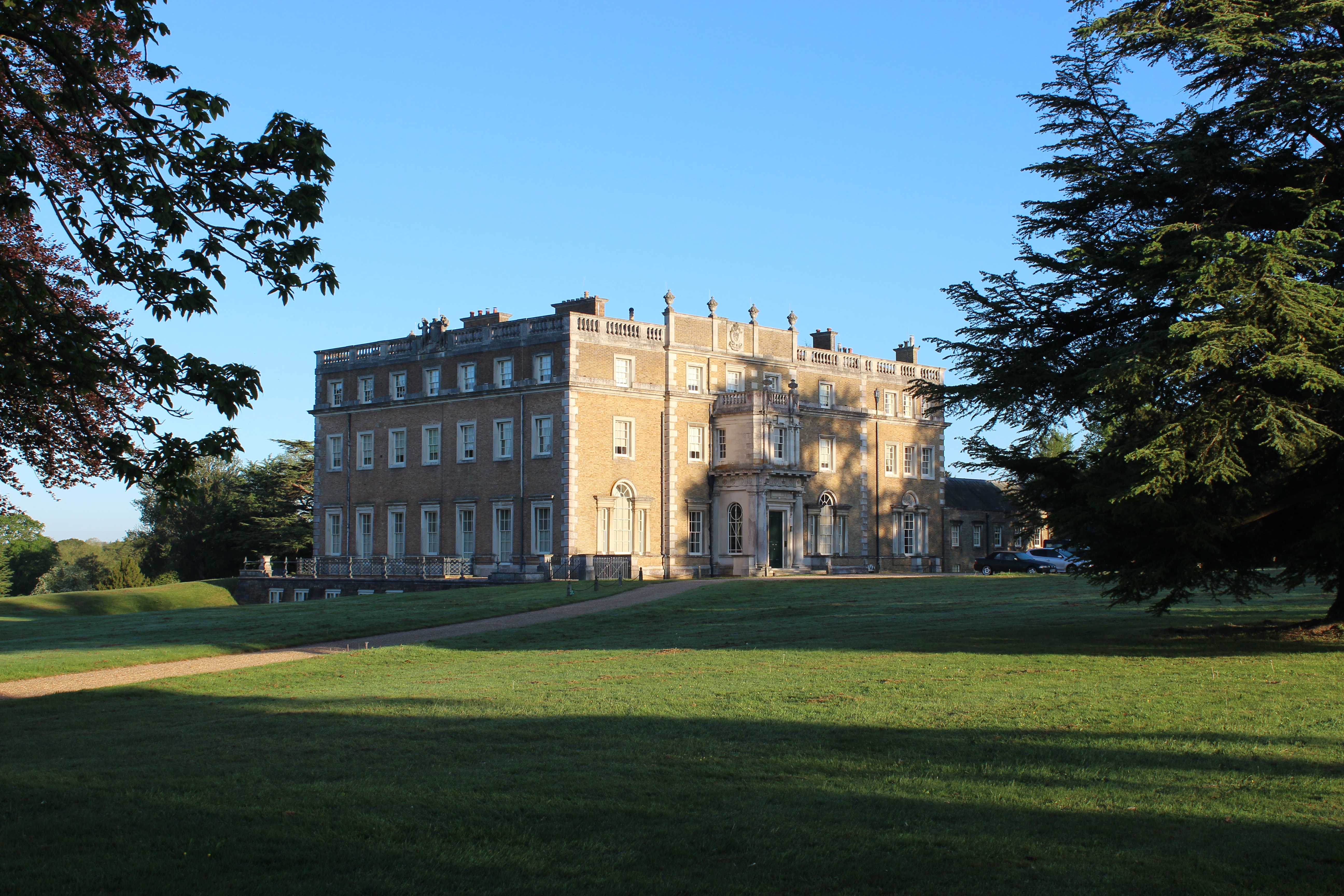
Peper Harow House

Le 25 octobre 1853, Lord Midleton épouse Augusta Mary Fremantle. Elle est la troisième fille de Thomas Fremantle (1er baron Cottesloe) et de Louisa Elizabeth Nugent (la fille aînée du maréchal George Nugent (1er baronnet) et de Maria Skinner). Ils ont trois fils et cinq filles : 
- Augusta Louisa Brodrick (décédée en 1934), qui épouse Cuthbert Peek (en), 2e baronnet en 1884
- Evelyn Harriet Brodrick (1855–1856), décédée en bas âge
- St John Brodrick (1er comte de Midleton) (1856-1942), qui épouse Hilda Charteris, une fille de Francis Charteris (10e comte de Wemyss). Après sa mort en 1901, il épouse Madeleine Stanley, fille du 1er baron St Helier.
- Helen Anna Brodrick (décédée en 1937), qui épouse Archibald Ean Campbell, évêque de Glasgow et Galloway, en 1885[1]
- Edith Mary Brodrick (décédée en 1944), qui est un auteur publié de livres tels que The Cloud of Witness et son autobiographie Under Three Reigns. Elle épouse Philip Lyttelton Gell de Hopton Hall, en 1889[1].
- Albinia Lucy Brodrick (c. 1862 –1955), qui est une républicaine irlandaise et une radicale toute sa vie[5].
- Laurence Alan Brodrick (1864-1915), qui épouse Anne Gwendolyn Lloyd Wynne en 1896. Anne, veuve du major général Edward William Lloyd Wynne, est une fille de Hugh Robert Hughes[1]
- Arthur Grenville Brodrick (1868-1934), qui épouse Lesley Venetia Clough-Taylor, enfant unique du lieutenant-colonel Edward Harrison Clough-Taylor de Firby Hall, en 1912. Sa mère, Lady Elizabeth Campbell, est une fille de George Campbell, 8e duc d'Argyll et d'Elizabeth Sutherland-Leveson-Gower (fille aînée de George Sutherland-Leveson-Gower (2e duc de Sutherland))[1].
- Marian Cecilia Brodrick (1869-1932), qui épouse James Beethom Whitehead, un diplomate, et est la mère de sept enfants dont Sir Edgar Whitehead.

Lady Midleton est décédée le 1er juin 1903 à l'âge de 75 ans à Peper Harow. Lord Midleton lui survit quatre ans et meurt le 18 avril 1907, âgé de 77 ans à Peper Harow. Il est remplacé par son fils aîné, St John, qui est un éminent homme politique conservateur et est créé comte de Midleton en 1920.